# Antepipona minor
Antepipona minor är en stekelart som beskrevs av Giordani Soika 1985. Antepipona minor ingår i släktet Antepipona och familjen Eumenidae. Inga underarter finns listade i Catalogue of Life.